# Universitetet i Nordland
Universitetet i Nordland (UiN), tidligere Høgskolen i Bodø, blev etableret den 1. januar 2011 efter en sammenlægning af flere mindre høgskoler. Universitetet har i dag omkring 5.000 studerende. Universitetet er et af otte statslige universiteter i Norge og er et resultat af at tre høgskoler i Nordland blev slået sammen som en del af Høgskolereformen i 1994. Universitetet har filialer i Mo i Rana og Stokmarknes, samt undervisning i Steigen, Tysfjord, Syd-Helgeland og ved Vensmoen studiecenter. I Bodø har universitetet samlet sin virksomhed på Mørkved. Frode Mellemvik var rektor frem til 31. juli 2007. For perioden 1. august 2007 til 31. juli 2011 har universitetet ansat professor Pål A. Pedersen, tidligere dekan ved Handelshøgskolen i Bodø.
Universitetet tilbyder vel 80 fag- og professionsstudier inden for fiskeri- og naturfag, samfundsfag, handelsfag, sygepleje og læreruddannelse. Disse kan tages i varierende længder fra halvårsenheder til bachelorgrader, mastergrader og enkelte doktorgradstudier, samt en række kurser, efter- og videreuddannelser. Universitetet tilbyder internationalisering af studier, både muligheder for at tage dele af sin ordinære uddannelse i udlandet, eller ved at fortsætte med at uddanne sig i udlandet efter endte studier. UiN er medlem af European University Association.
Fra den 30. september 2015 arbejder et fællesstyre på en fusion mellem Universitetet i Nordland, Høgskolen i Nesna samt Høgskolen i Nord-Trøndelag som skal træde i kraft fra 1. januar 2016. 

## Fakulteter
Universitetets fire fakulteter er:
- Fakultet for biovidenskab og akvakultur
- Fakultet for samfunnsvitenskap
- Handelshøgskolen i Bodø
- Professionshøjskolen

## Studentermedier
Universitetets studerende lancerede 1. marts Ventus, Studentmediehuset i Bodø, som betyder vind på latin. Studenteravisen Bodøstudenten og Studentkanalen slog da sine redaktioner sammen og dannede et mediehus med en ansvarlig redaktør. Hjemmesiden ventusmedia.no er kernen i mediehuset, foruden et månedligt magasin i papir. Radio-, tv- og netnyheder lægges kontinuerligt ud på hjemmesiden.